# Блот

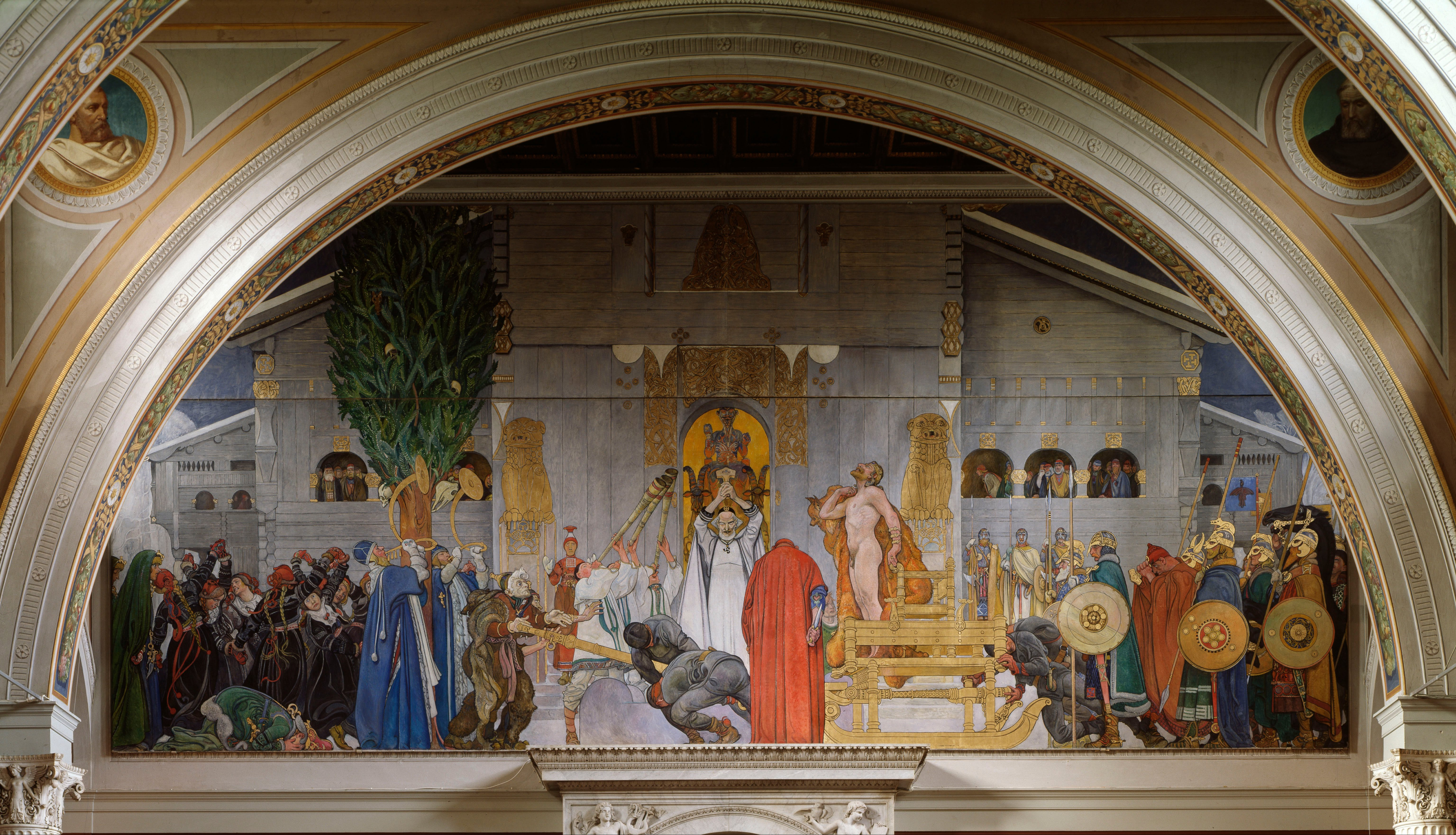
«Зимняя жертва», К. У. Ларссон

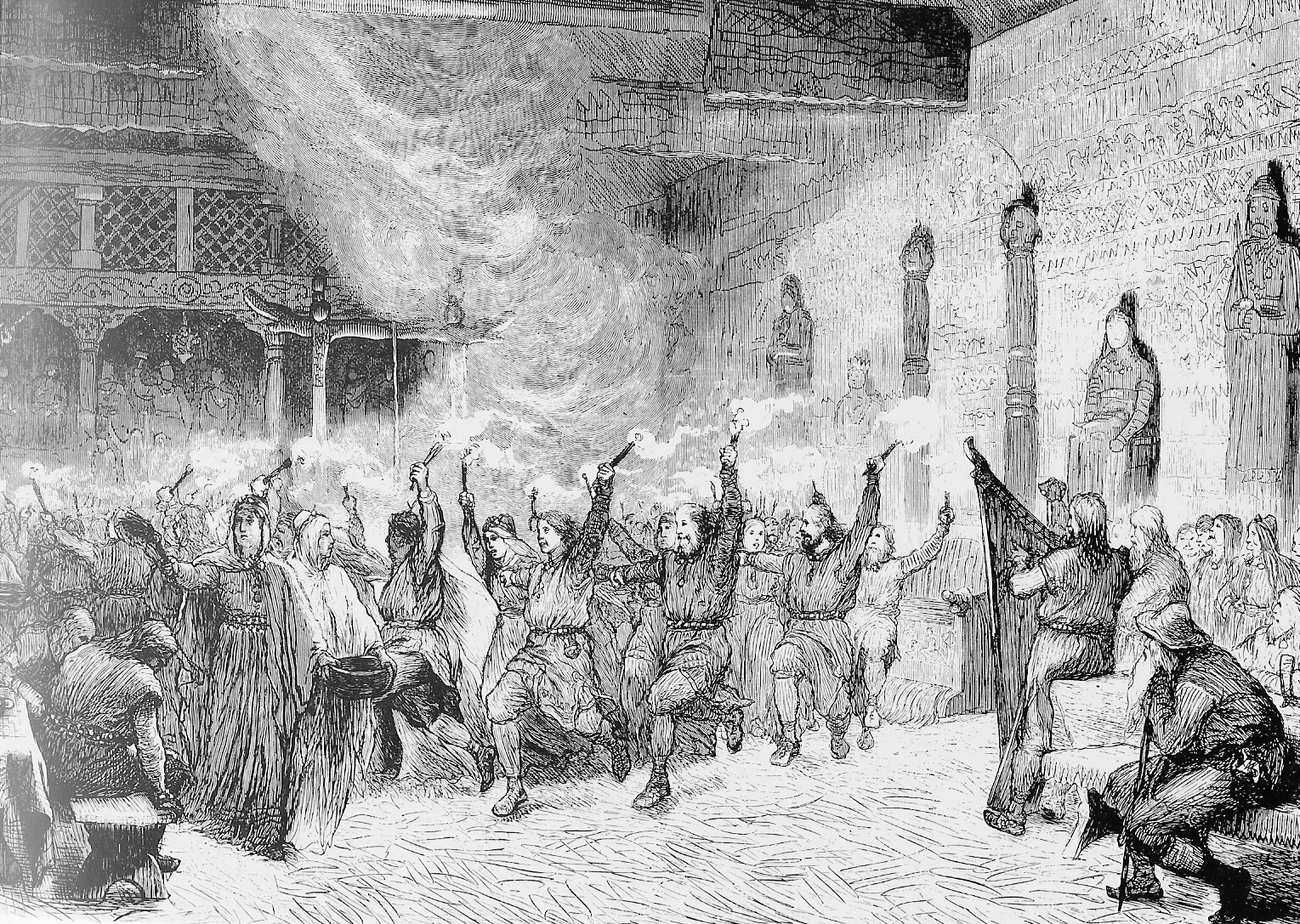
Dísablót, Август Мальмстрём

Блот (др.-сканд. blót) — принятый в скандинавском язычестве обряд жертвоприношения. Как правило, заключался в ритуальном вкушении мяса и хмельного мёда. Последний могли заменять пивом и (на пирах вельмож) вином.
Скандинавское существительное blót (от прагерм. *ƀlōtan) связано с глаголом blóta (от прагерм. *ƀlōtanan), что значит «приносить жертву, предлагать, поклоняться». Та же основа с различными именительными аффиксами встречается в прагерм. *ƀlōstran — жертвоприношение. Считается, что эта основа связана с глаголом прагерм. *ƀlōanan — дуть, цвести, расцветать, как и слова «кровь» (прагерм. *ƀlōđan) и «цветение» (прагерм. *ƀlōmōn). Норвежский филолог Софус Бугге был первым, кто связал блот и фламинов, слова восходящие к праиндоевропейскому корню *bhlād- (пузыриться наружу; бормотать, шептать, болтать). Современное английское слово «благословлять» (англ. bless), также имеет общий корень со словом блот в значении «делать священным через жертвоприношение; помечать кровью».
Своими корнями блот уходит в праиндоевропейскую религию. Блот совершался осенью (праздник сбора урожая) и в день зимнего солнцестояния. Со слов Адама Бременского, великий блот в храме Старой Уппсалы совершался в честь побед конунга, а также в связи с гаданиями по поводу грядущего урожая.
Титмар Мерзебургский упоминает датский блот, который совершался в Лайре. Также существовал семейный блот, которым руководил глава семьи и его жена.
С принятием христианства практика блота ушла в прошлое, так как церкви старались строить на тех местах, где отправляли этот обряд. В дремучем Тиведенском лесу, как считается, обычай справлять блот сохранялся до конца XIX века. В последние десятилетия практику совершения блота возобновили неоязычники.
С подъёмом романтического национализма у шведов проявился интерес к таким национальным традициям, как блот. Свидетельство этого интереса — монументальная (640 × 1,360 см) картина «Жертвоприношение в середине зимы» (швед. Midvinterblot) Карла Улофа Ларссона. Написанная в 1911—1915 годах специально для Национального музея Швеции, картина изображает легенду о принесении в жертву короля Швеции Домальди (Domalde) с целью прекращения трехлетнего неурожая и голода, ради своего народа. Эта легенда отражена в саге об Инглингах. Эксперты Национального музея, где картина была впервые выставлена только в 1992 году, называют её самой спорной художественной работой Швеции.